# Rosenkransmadonnan
Rosenkransmadonnan är en oljemålning av den italienske barockkonstnären Caravaggio. Den utfördes cirka 1607 och är utställd på Kunsthistorisches Museum i Wien.
Lombarden Caravaggio levde ett utsvävande liv som kantades av bråk, kriminalitet och skandaler. Efter att begått ett dråp 1606 i Rom tvingades han att fly till Neapel där denna målning tros ha utförts. Centralt i den stora målningen tronar Jungfru Maria med Jesusbarnet under ett stort rött draperi. Hon avbildades av Caravaggio under ett snarlikt draperi 1606 i Jungfru Marie död. Rosenkransen är en repetitiv böneform som sker med hjälp av ett radband och förknippas med helige Dominicus. Denne avbildas till vänster om Maria med utsträckta händer varifrån radband hänger. Till höger om Maria pekar aposteln Petrus mot Jesusbarnet.  
Altartavlan förvärvades 1620 av dominikanernas Sint-Pauluskerk(en) i Antwerpen genom en donation av ett konstnärsgille där bland annat Peter Paul Rubens och Jan Brueghel den äldre ingick. Den gavs till den tysk-romerske kejsaren Josef II i samband med dennes besök i kyrkan 1781. 